# 제 (성씨)
제(諸)는 대한민국의 성씨이다. 제갈씨에서 갈씨와 제씨로 나뉜 것이다.

## 대한민국의 제씨
대한민국에는 경상남도 함안군 칠원읍을 본관으로 하는 칠원 제씨와 경상북도 의성군을 본관으로 하는 의성 제씨가 있는데 이 중 칠원 제씨가 다수를 차지하고 있다. 의성 제씨의 경우에는 2000년도에 320명이 거주하고 있다고 알려졌으나 현재 2015년에는 6명만이 거주하고 있다. 우리나라의 제씨는 칠원 제씨를 제외하고 모두 세거지명으로 같은 뿌리이다.

## 칠원 제씨
칠원 제씨는 경남 함안군 칠원읍을 본관으로 하는 성씨로써 인구는 2000년 기준으로 18,438명이다.

## 목록
- 칠원 제씨
- 의성 제씨
- 보성 제씨
- 고성 제씨